# Santiago Cañizares
José Santiago Cañizares Ruiz, född 18 december 1969 i Madrid, Spanien, är en tidigare spansk fotbollsmålvakt, som representerade Valencia och Spaniens fotbollslandslag.
Cañizares började sin karriär i Real Madrid 1988, han spelade för B-laget, men stannade bara i en säsong innan han fortsatte till Elche, Mérida och Celta Vigo där han spelade en säsong i varje klubb. I Celta Vigo blev det två säsonger innan han återvände till Real Madrid där han stannade fyra säsonger. Efter en svår säsong 1997-1998, när han förlorade sin ordinarie plats till Bodo Illgner, och därför missade Uefa Champions League-finalen, fortsatte han vidare till Valencia, där han tog över platsen efter Andoni Zubizarreta, som hade avslutat sin karriär. Cañizares hjälpte klubben att vinna Copa del Rey och Supercopa de España 1999. De nådde finalen i UEFA Champions League under säsongerna 2000 och 2001 och de vann La Liga 2002 och 2004. Han hjälpte också till att gå till final i UEFA-cupen 2003/2004 och Uefa Super Cup 2004.
I maj 2002 släcktes VM-drömmarna för Cañizares när han tappade en parfymflaska i badrummet och försökte rädda den med foten. Den gick sönder och skärvorna träffade så oturligt att han blev tvungen att operera hälsenan och därmed missade han VM. Fyra år tidigare hade han suttit på bänken men nu var det äntligen hans tur att få stå i mål i ett världsmästerskap. Iker Casillas som tog över gjorde ett mycket bra VM och Cañizares lyckades aldrig ta tillbaka sin plats som förstemålvakt i landslaget.
I december 2007 blev Cañizares, tillsammans med Miguel Ángel Angulo och David Albelda, bortplockade från laget av den nya fotbollstränaren Ronald Koeman. Eftersom spelarna redan hade spelat fyra ligamatcher med klubben kunde de inte välja att fortsätta i ett annat lag. När Koeman blev sparkad i april 2008 blev fotbollsspelarna återinsatta i lager av den nya tränaren Voro, när fem omgångar återstod. Den 27 april 2008 kom Cañizares tillbaka till matcherna, eftersom Timo Hildebrand och Juan Luis Mora var skadade. De vann den första matchen med 3-0 mot Osasuna.
Den 16 maj 2008 valde Cañizares att avsluta sitt kontrakt med klubben. Den 18 maj spelade han sin sista match, mot Atlético Madrid, och nästa dag avslutade han sin professionella fotbollskarriär.
Santiago Cañizares var med i det spanska fotbollslag som vann guld i de Olympiska sommarspelen 1992 i Barcelona.